# Лев Рафаїл Фраймович
Лев Рафаї́л Фраймо́вич (нар. 19 вересня 1918, Одеса — пом. 18 жовтня 1943, с. Петрівське, Вишгородський район, Київська область) — старший лейтенант радянської армії, учасник Німецько-радянської війни, герой радянського союзу (17 жовтня 1943 — нагородження не відбулось).

## Життєпис
Народився в Одесі в сім'ї робітника. Єврей. Закінчив 7 класів школи. Працював токарем на заводі. З 1941 року жив і працював у столиці Узбекистану Ташкенті.
У Червону Армію призваний в 1942 році Ташкентським МВК Узбецької РСР. У тому ж році на фронті, де став офіцером, закінчивши курси молодших лейтенантів.
Командир стрілецької роти 989-го стрілецького полку (226-та стрілецька дивізія, 60-та армія, Центральний фронт) старший лейтенант Рафаїл Лев відзначився при форсуванні річки Дніпро в районі села Толокунь Вишгородського району Київської області 26—27 вересня 1943 року. На чолі довіреної йому роти переправився на правий берег Дніпра, атакував німців, захопив і утримав плацдарм, на який потім успішно переправилися батальйони 989-го стрілецького полку.
Командир полку представив Рафаїла Фраймовича до нагородження орденом Червоного Прапора. Ознайомившись з нагородним листом, командувач 60-ю армією генерал-лейтенант Іван Черняховський написав внизу: «Гідний присвоєння звання Героя Радянського Союзу». Такий же напис зробив поруч командувач військами Центрального фронту генерал армії Костянтин Рокоссовський. Але Герою не судилося отримати знаки вищого ступеня відзнаки. На наступний день після виходу Указу, 18 жовтня 1943 року, старший лейтенант Рафаїл Лев поліг у бою за хутір Дмитрієвський (нині в межах села Петрівське) Вишгородського району Київської області, де і був похований.
Указом Президії Верховної Ради СРСР від 17 жовтня 1943 року «за зразкове виконання бойових завдань командування на фронті боротьби з німецько-фашистським загарбниками і проявлені при цьому мужність і героїзм» старшому лейтенанту Льву Рафаїлу Фроімовічу присвоєно звання Героя Радянського Союзу. Нагороджений орденом Леніна, орденом Червоної Зірки.